# John Fernhout
John Fernhout, de vegades acreditat com a John Ferno (Bergen (Holanda del Nord), 9 d'agost de 1913 – Jerusalem, 1 de març de 1987) va ser un director de cinema neerlandès. També va exercir com a director de fotografia i productor.
Va ser nominat a un Oscar el 1968 per Sky Over Holland i va guanyar la Palma d'Or al millor curtmetratge el 1967.

## Biografia

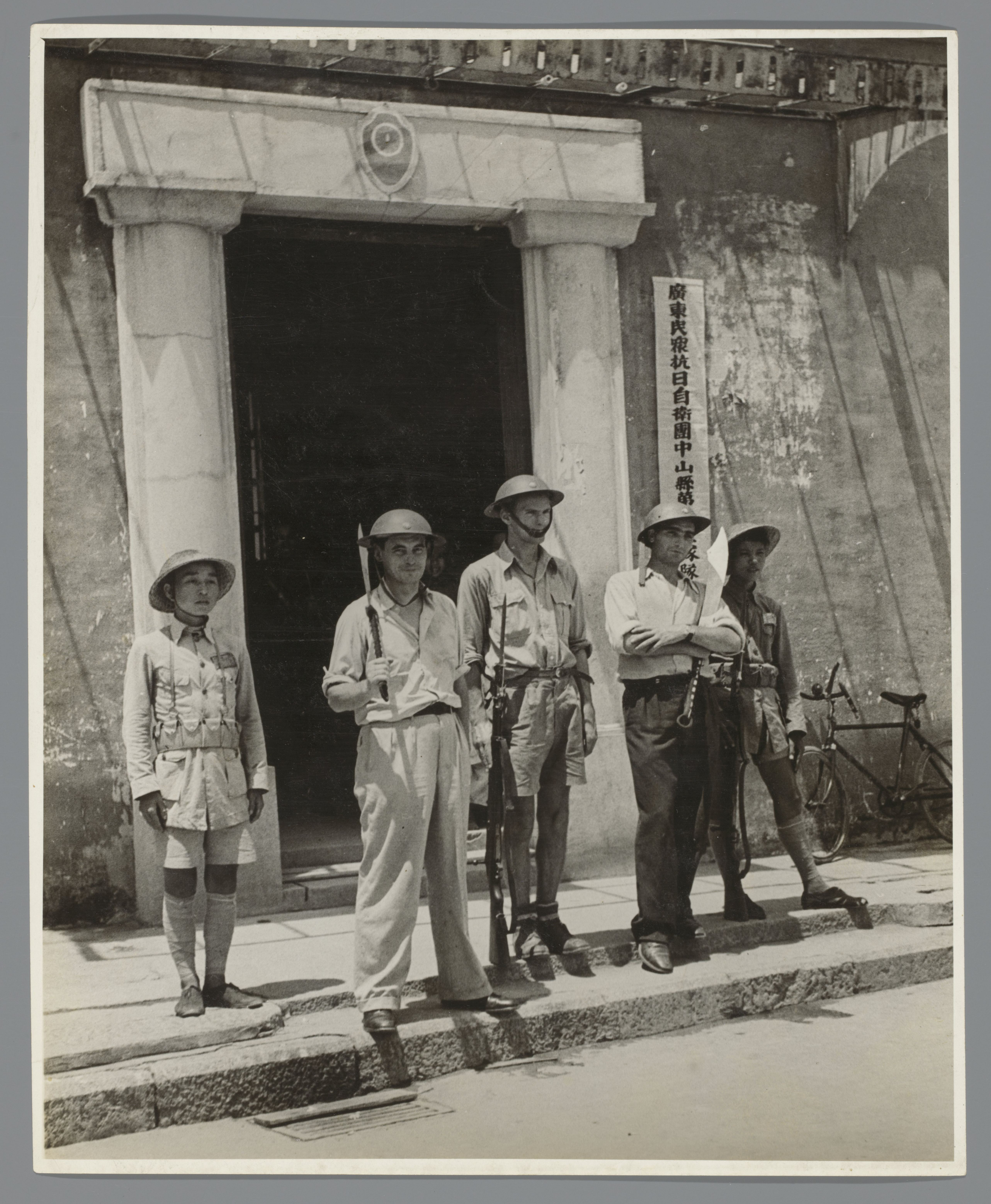
Joris Ivens, John Fernhout i Robert Capa a la Xina (1938)

Era fill del pintor holandès Charley Toorop, i germà del pintor holandès Edgar Fernhout (1912-1974). Va estar casat amb la fotògrafa Eva Besnyö (el 1932-1945), la ballarina nord-americana Polly Korchien (el 1945-1962) i l'escriptora jueva russa Julia Wiener (el 1978-1987).

## Filmografia

### Director
- Hallo Everybody (1933) (assistent)
- L'île de Pâques (1934)
- The Last Shot (1946) (com John Ferno)
- Forgotten Island (1947) (com John Ferno)
- Fortress of Peace (1965)
- Sky Over Holland (1967)

### Director de fotografia
- Branding (1929)
- Zuiderzeewerken (1930)
- Philips Radio (1932)
- Nieuwe gronden (1933)
- Productie van gastroduodenal ulcers bij de hond (1934)
- Het Meisje met den Blauwen Hoed (1934)
- The Spanish Earth (1937) (als John Ferno)
- The 400 Million (1939) (als John Ferno)